# Dixieland

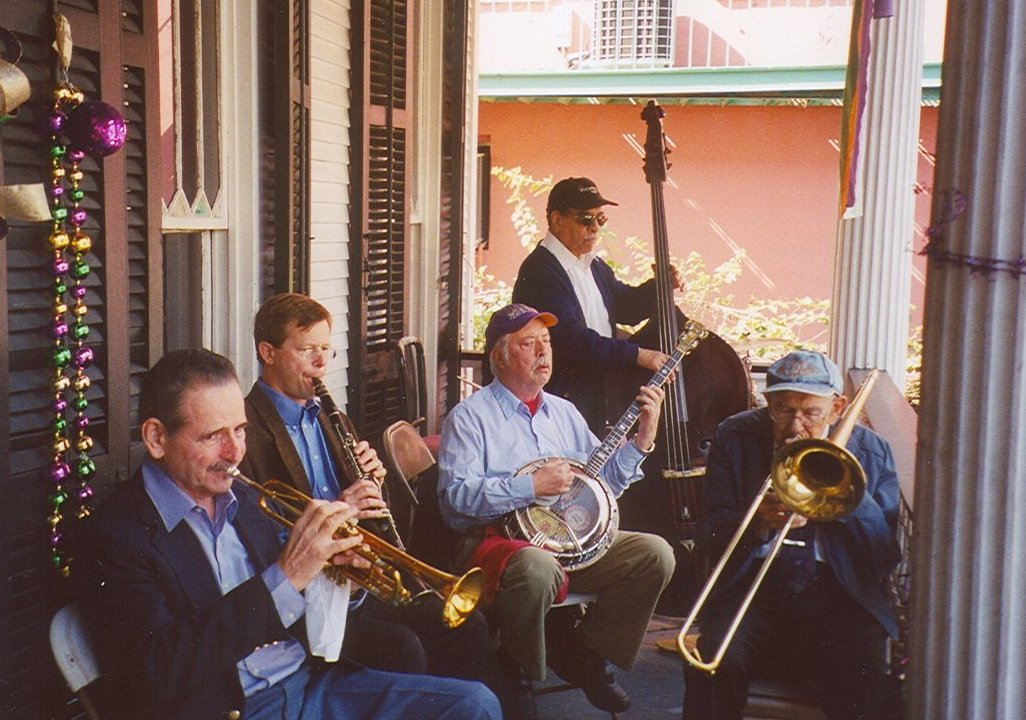
Dixielandová skupina z New Orleans

Dixieland je styl jazzové hudby, který vznikl počátkem dvacátého století v New Orleans. Později jej místní hudebníci rozšířili do New Yorku, Chicaga a dalších měst. Mezi známé dixielandové písně patří například „Basin Street Blues“ od Spencera Williamse nebo „When the Saints Go Marching In“ od Virgila Olivera Stampse. V dixielandových kapelách mohlo hrát více hudebníků, ale za standardní je označováno složení s trumpetistou (případně kornetistou), pozounistou a klarinetistou. V rytmické sekci pak hráli například kytaristé nebo banjisté, kontrabasisté či tubisté, klavíristé a bubeníci.